# Caribbomerus mexicanus
Caribbomerus mexicanus är en skalbaggsart som först beskrevs av Dilma Solange Napp och Martins 1984.  Caribbomerus mexicanus ingår i släktet Caribbomerus och familjen långhorningar. Inga underarter finns listade.